# Петрозаводская государственная консерватория имени А. К. Глазунова

Памятник А. К. Глазунову во дворе консерватории

Петрозаво́дская государственная консерватория имени Александра Константиновича Глазунова — высшее музыкальное учебное заведение в Петрозаводске.

## История
- 01.07.1967 — Петрозаводский филиал Ленинградской ордена Ленина государственной консерватории имени Николая Андреевича Римского-Корсакова
- 09.09.1991 — Петрозаводская государственная консерватория
- 13.05.2003 — Петрозаводская государственная консерватория (институт)
- 19.08.2003 — Петрозаводская государственная консерватория (институт) имени Александра Константиновича Глазунова
- 26.05.2011 — Федеральное государственное бюджетное образовательное учреждение высшего профессионального образования «Петрозаводская государственная консерватория (академия) имени Александра Константиновича Глазунова»
- 19.08.2014 — Федеральное государственное бюджетное образовательное учреждение высшего профессионального образования «Петрозаводская государственная консерватория имени Александра Константиновича Глазунова»

## Ректоры
См. также: Ректоры Петрозаводской консерватории
- 1967—1971 годы — Г. И. Лапчинский.
- 1971—1977 годы — В. М. Касаткин.
- 1977—1997 годы — В. Л. Калаберда.
- 1997—2002 годы — С. З. Сухов.
- 2002—2018 годы — В. А. Соловьёв.
- C 2018 года — А. А. Кубышкин.

## Кафедры
- Специального фортепиано
- Струнных инструментов
- Духовых и ударных инструментов
- Народных инструментов
- Сольного пения и оперной подготовки
- Хорового дирижирования
- Теории музыки и композиции
- Истории музыки
- Музыки финно-угорских народов
- Камерного ансамбля и концертмейстерского класса
- Общего курса фортепиано
- Гуманитарных и социально-экономических дисциплин

## Творческие коллективы консерватории
- Симфонический оркестр студентов
- Камерный оркестр «Nord-west studium»
- Академический хор
- Оркестр русских народных инструментов
- Ансамбль русских народных инструментов «Голоса России»
- Ансамбль «Истоки»